# وفاة الباجي قائد السبسي
في أواخر يونيو 2019 تعرض الباجي قائد السبسي لوعكة صحية وتم نقله إلى العناية المركزة بالمستشفى العسكري بالعاصمة التونسية، وفي صباح اليوم الخميس 25 يوليو/جويلية 2019 في تمام الساعة العاشرة و25 دقيقة أعلنت الرئاسة التونسية عن وفاة رئيس الجمهورية محمد الباجي قايد السبسي بتونس العاصمة، عن عمر يناهز 92 عاماً.
بعد عام ونصف من وفاة الباجي قايد السبسي أذنت وزيرة العدل التونسية في 28 ديسمبر 2021 بفتح تحقيق في ملابسات وفاته.

## الجنازة

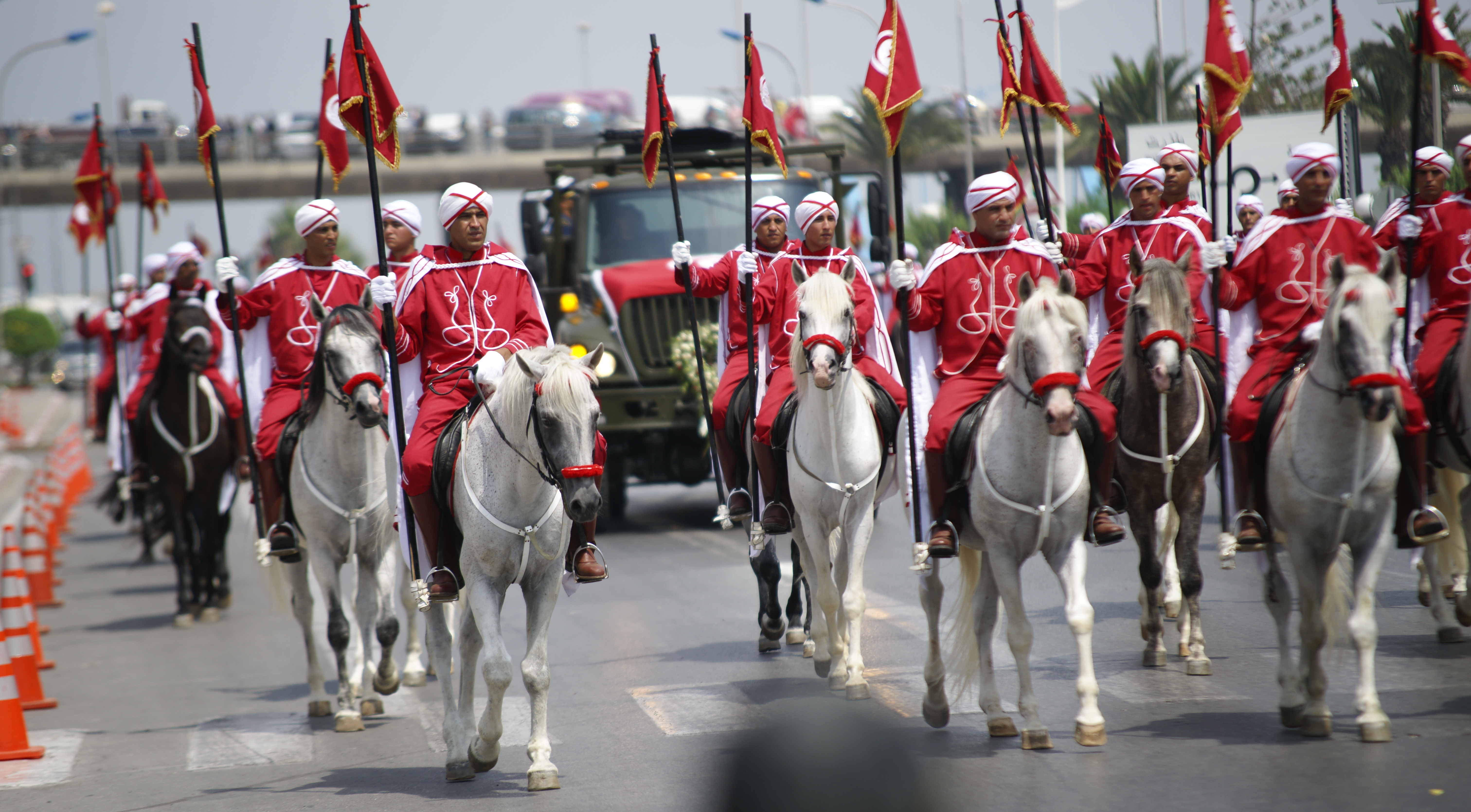
تشييع جنازة الباجي قايد السبسي يتقدمها بعض جنود الخيالة

نظمت للباجي قائد السبسي جنازة وطنية عسكرية، حضرتها مخلتف المكونات السياسية والاجتماعية في تونس، إلى جانب وفود أجنبية: الرئيس الجزائري المؤقت عبد القادر بن صالح، رئيس حكومة الوفاق الوطني الليبية فائز السراج، الرئيس الفلسطيني محمود عباس، أمير دولة قطر تميم بن حمد بن خليفة آل ثاني، الرئيس الفرنسي إيمانويل ماكرون، ملك إسبانيا فيليب السادس، الرئيس البرتغالي مارسيلو ريبيلو دي سوزا، الرئيس المالطي جورج فيلا، والرؤساء التونسيين السابقين فؤاد المبزع والمنصف المرزوقي والألماني يواخيم غاوك، إلى جانب ممثلين آخرين من مستويات بروتوكولية أقل.
إلى جانب تونس التي أعلنت الحداد 7 أيام، أعلنت 8 دول أخرى الحداد 3 أيام على وفاة السبسي، وهي ليبيا والجزائر وموريتانيا والأردن وفلسطين ولبنان ومصر وكوبا. وكذلك الأمم المتحدة التي وقفت دقيقة صمت ونكست الأعلام ليوم واحد إثر وفاة السبسي.

## الحضور
- محمد الناصر (الرئيس المؤقت لتونس)
- إيمانويل ماكرون (رئيس فرنسا)
- فيليبي السادس (ملك إسبانيا)
- مارسيلو ريبيلو دي سوزا (رئيس البرتغال)
- جورج فيلا (رئيس مالطا)
- ألبير الثاني (أمير موناكو)
- يواخيم غاوك (الرئيس السابق لألمانيا)
- سيمونيتا سوماروغا (الرئيسة السابقة لسويسرا)
- عبد القادر بن صالح (رئيس الجزائر)
- محمود عباس (رئيس فلسطين)
- فايز السراج (رئيس المجلس الرئاسي الليبي)
- تميم بن حمد آل ثاني (أمير قطر)
- غسان سلامة (نائب الأمين العام للأمم المتحدة)
- أحمد أبو الغيط (الأمين العام لجامعة الدول العربية)
- الطيب البكوش (الأمين العام لاتحاد المغرب العربي)
- مولاي رشيد (أمير المغرب)
- حمد بن محمد الشرقي (حاكم الفجيرة)
- فؤاد أوقطاي (نائب رئيس تركيا)
- ستيفان ديون (المبعوث الخاص لرئيس وزراء كندا)
- أولريش بريتشبول (مستشار وزارة الخارجية الأمريكية).